# Крум Воденичаров
Крум Воденичаров с псевдоним Орлето е български учител и революционер, деец на Вътрешната македоно-одринска революционна организация.

## Биография
Воденичаров е роден в Бургас. Става учител в останалата в Османската империя Македония. Преподава в в Битолската българска класическа гимназия. Същевременно се занимава с революционна дейност и влиза във ВМОРО. След избухването на Лигушевата афера в 1906 година, поради арестуването на членове на окръжния комитет, Воденичаров е избран за негов член.